# Събуди се (филм)
„Събуди се“ (на английски: Wake Up) е френско-канадски филм на ужасите от 2023 г. на режисьорите Франсоа Симар, Анук Уисъл и Йоан-Карл Уисъл по сценарий на Алберто Мартини. Във филма участват Търлоу Конвери, Бени О. Артър, Жаклин Море, Том Гулд, Алесия Йоко Фонтана, Кайл Скъдър, Шарлот Щойбер и Ейдън О'Хеър.
Премиерата на филма се състои на фестивала „Фантастик Фест“ в Канада на 21 септември 2023 г. и излиза по кината във Франция на 8 май 2024 г.

## Актьорски състав
- Търлоу Конвери – Кевин[3]
- Бени О. Артър – Итън[3]
- Жаклин Море – Ясмин[3]
- Том Гулд – Карим[3]
- Алесия Йоко Фонтана – Грейс[3]
- Кайл Скъдър – Тайлър[3]
- Шарлот Щойбер – Емили[3]
- Ейдън О'Хеър – Джак[3]
- Даниел Лунд – Шеф на полицията[3]
- Гари Антъни Стенет – Координатор[3]

## В България
В България филмът излиза по кината на 19 юли 2024 г., разпространен от „Про Филмс“.